# Possession Island
Possession Island (conosciuta dagli indigeni Kaurareg come Bedanug o Bedhan Lag) è una delle Torres Strait Islands ed è situata nello stretto di Torres nel Queensland in Australia. Si trova a nord della penisola di Capo York. Appartiene alla contea di Torres ed è amministrata dalla Torres Strait Regional Authority (TSRA).

## Geografia
Possession Island si trova 17 km a sud-ovest di capo York nell'Endeavour Strait, a est dell'isola Principe di Galles. Possession Island ha una superficie di 5,03 km². Unitamente alla piccola Eborac Island, che ha un'area di 5 ha e che si trova circa 1 km a nord di capo York, costituisce il Possession Island National Park.

### Fauna
Le caverne e Ie miniere abbandonate forniscono riparo alle colonie riproduttive di alcune specie di pipistrelli: il Miniopterus schreibersii oceanensis, il Chalinolobus nigrogriseus e il Taphozous australis.

## Storia
James Cook partito dall'Inghilterra nel 1768 a bordo della HMS Endeavour alla scoperta del grande continente meridionale, doppiato Capo York, sbarcò sull'isola il 22 agosto 1770 e "issò i colori inglesi" prendendo possesso dell'intera costa orientale dell'Australia in nome di re Giorgio III. Cook ha registrato l'evento nel suo diario:
(James Cook, diario)
L'oro fu scoperto su Possession Island nel 1896. La produzione nel campo delle miniere e dei giacimenti minerari dell'isola ebbe inizio nel 1897. Le attività minerarie continuarono fino al 1906, quando le miniere furono abbandonate.
Nel 2001, venne firmato con gli indigeni Kaurareg il diritto tribale sui terreni dell'isola e dell'arcipelago.